# Miliolida
Die Miliolida sind ein Taxon gehäusetragender, meeresbewohnender Einzeller aus der Gruppe der Foraminiferen.

## Merkmale
Die Arten der Ordnung bilden Gehäuse aus Hoch-Magnesium-Kalzit (> 5 mol-% Magnesium), das sie als stäbchenförmige, 1,5 bis 2 Mikrometer lange und 0,24 Mikrometer dicke Kristalle in zufälliger Anordnung sezernieren. Die Gehäuse sind milchig durchscheinend und von porzellanartiger Oberfläche, bei erwachsenen Tieren (mit Ausnahme einiger fossiler Gattungen) imperforat.
Zu einigen Arten sind Details der Vermehrung bekannt, es werden zahlreiche Gameten mit zwei Geißeln und einem charakteristisch langen Kinetoplasten und Axostyl in die Wassersäule abgegeben.
Neben den Rotaliida und den Globigerinida sind die Miliolida eine der drei Foraminiferen-Ordnungen, die als Wirte für photosynthetisierende Endosymbionten dienen. Solche Symbiosen finden sich in den Familien der Peneroplidae (Symbionten sind hier Rhodophyta bzw. Chlorophyta), der Soritidae (Chlorophyta, Pyrrophyceae) und der Alveolinidae (Bacillariophyceae).

## Systematik

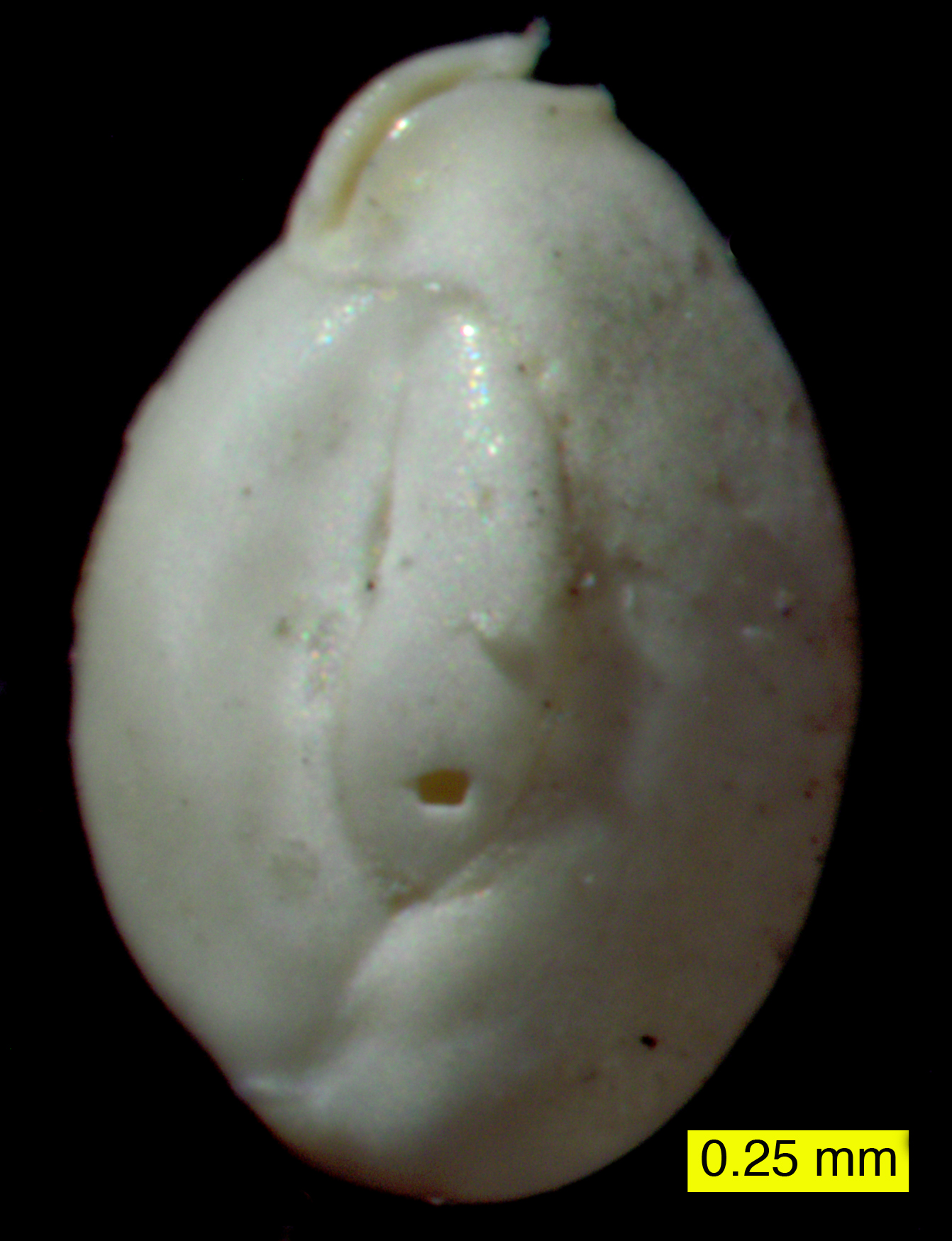
Quinqueloculina sp., Hauerinidae

Die Gruppe ist seit dem Karbon fossil belegt. Sie umfasst rezent acht Untergruppen (weitere Untergliederung nur Auswahl):
- Squamulinacea
  - Squamulinidae
- Cornuspiracea
  - Cornuspiridae
- Hemigordiopsacea
  - Hemigordiopsidae
- Nubeculariacea
  - Nubeculariidae
  - Fischerinidae
  - Ophthalmidiidae
- Discospirinacea
  - Discospirinidae
- Miliolaceae
  - Hauerinidae
  - Spiroloculinidae
  - Miliolidae
  - Turbinellidae
- Alveolinacea
  - Alveolinidae
  - Keramosphaeridae
- Soritacea
  - Peneroplidae
  - Soritidae

## Nachweise
- Barun K. Sen Gupta: Systematics of modern Foraminifera, In: Barun K. Sen Gupta (Hrsg.): Modern Foraminifera. Springer Netherlands (Kluwer Academic), 2002, ISBN 1-4020-0598-9, S. 27.
- Alfred R. Loeblich, Jr., Helen Tappan: Foraminiferal genera and their classification, E-Book des Geological Survey Of Iran, 2005, Online